# Les Délinquants
Les Délinquants est un film franco-espagnol réalisé par Juan Fortuny et sorti en 1957.

## Synopsis
Une bande de jeunes délinquants commet des petits coups et reste fasciné par l'image du Caïd, truand local qui purge actuellement 20 ans de prison. Son fils André fait partie de la bande. Antoine, un homme se prétendant un ancien ami du caïd contacte la bande afin de commettre des vols d'envergure, tandis qu'André est surveillé par la police. Le caïd est libéré pour bonne conduite, mais quand celui-ci déclare à sa femme et à son fils qu'il en a désormais terminé avec l'illégalité, ses derniers ne comprennent plus. André cherche à forcer la main de son père pour un nouveau coup proposé par Antoine, en allant dénoncer le caïd à la police. Celle-ci pénètre en force dans l'appartement familial, blesse grièvement le père. André et le caïd parviennent à s'échapper et à prendre une barque dans la baie de Barcelone, mais le Caïd meurt. André tente alors d'empêcher sa bande de réaliser le coup projeté. S'ensuit une bagarre dans laquelle Antoine et l'un des jeunes de la bande meurent. André décide alors de refuser l'illégalité et s'en va avec sa petite amie.

## Fiche technique
- Titre français : Les délinquants
- Titre original : Delincuentes
- Réalisateur : Juan Fortuny, assisté de Victor Merenda
- Scénario : Juan Fortuny, Ángel G. Gauna, Maurice Griffe, Marius Lesoeur, Yvan Noé
- Photographie : Juan Fortuny
- Musique : Marcel Danella, Martín Montserrat Guillemat Serramont
- Format : noir et blanc
- Pays :  France /  Espagne
- Langue originale : français
- Durée : 72 minutes
- Genre : Drame policier
- Dates de sortie :
  - France : 24 avril 1957 (Nice)
  - Espagne : 8 juin 1959
- Affiche : Macario Gómez Quibus (Espagne)

## Distribution
- Ginette Leclerc : Mercedes
- Mario Bey : André
- Christine Carère : Anita
- Raymond Bussières : le Caïd
- Miguel Ángel Valdivieso : Mario
- Robert Berri : Antoine Leduc
- César Ojinaga : Martino
- Juanito Vargas : Pepito
- Consuelo Vives : Irene
- Mercedes Monterrey : la maîtresse d'Antoine
- Jesús Puche : Macario
- Salvador Muñoz : l'antiquaire
- Ramón Cazorla : Paco
- Martín Montserrat Guillemat Serramont : le pianiste
- Manuel Monroy : l'inspecteur